# Per voce sola
Per voce sola è una raccolta di racconti dell'autrice italiana Susanna Tamaro del 1991.
Il libro vinse nel 1992 il Premio Rapallo Carige per la donna scrittrice ed è stato tradotto in numerose lingue.

## Racconti contenuti

### Di nuovo lunedì
La narratrice, socia fondatrice di una casa editrice, sposata con un avvocato di successo e madre adottiva di una bambina, è vittima di violenze da parte del marito, alle quali non si ribella grazie all'autosuggestione che si tratti d'incidenti domestici. Il marito si sfoga anche sulla figlia adottiva, alla quale impone assurde diete che le provocano una condizione di denutrizione.

### Love
Vesna è una bambina zingara di dieci anni affetta da labbro leporino, per cui i genitori in cambio di una coperta l'hanno venduta ad uno sfruttatore di nome Mirko, che la manda a mendicare su un ponte in una grande città italiana. Un giorno, viene salvata dalle avance di un venditore ambulante di colore da un signore che le ricorda un personaggio di un film che ha visto al cinema e che perciò chiama prima "il Giustiziere" e poi, ispirata da un cartellone pubblicitario, "Love". L'uomo la porta nella propria casa, la tratta con gentilezza, le legge la fiaba del soldatino di stagno, le dà giocattoli e peluche e la fa dormire accanto a lui; per la piccola zingara, anche l'atto sessuale diventa parte di un gioco. La bambina torna poi da Mirko che, dopo essersi accorto che non è più vergine, abusa sessualmente di lei in modo brutale. Per avere i soldi con i quali comprare un regalo al suo Love, la bambina tenta un borseggio ma viene colta sul fatto e accompagnata poi in istituto; qui il personale si accorge che è in stato interessante. Durante un viaggio in treno con una responsabile dell'istituto, fugge per tornare dal suo Love. Quando arriva a casa sua, si accorge però che non è solo: ci sono anche una donna e una bambina, presumibilmente la moglie e la figlia. Le accade allora di partorire prematuramente sulle scale della casa.

### Un'infanzia
Un giovane, durante i colloqui col suo psicologo, ripercorre la sua vita e gli eventi che l'hanno portato a trovarsi in quella situazione. Egli era il figlio di una madre nubile, di professione infermiera, e di un medico dell'ospedale dove essa lavorava, che aveva rifiutato di riconoscerlo, e per lungo tempo aveva ignorato l'identità del padre. Da bambino aveva un carattere schivo ma un'intelligenza fervida, che si chiedeva il perché delle cose e aveva mostrato un certo interesse nelle scienze, in particolare verso i minerali. A scuola un giorno dovette comporre un tema su suo padre e si era inventato che fosse un agente segreto, cosa per la quale fu sbeffeggiato dalla maestra e dagli altri compagni di classe; per questo quando ne ebbe la possibilità si vendicò su uno di loro costringendolo ad un rapporto orale. 
La madre poi si sposò con un altro medico, che cercò senza riuscirci d'instaurare un'intesa col figliastro. Quando questi lo accusò di aver ucciso i piccoli dei canarini di cui si stava prendendo cura e a tavola gli gettò la minestra in faccia, fu mandato in un collegio gestito da religiosi. Qui, un giorno, fu scoperto masturbarsi reciprocamente con un compagno di scuola e per questo fu messo in punizione; la notte fu sodomizzato dal direttore della scuola, mascherato da diavolo. Ciò provocò una prima fuga dal collegio e una nuova punizione; dopo il suicidio di un altro ragazzo e una nuova fuga poté abbandonare il collegio, ma a casa non fu accolto bene dalla madre e dal patrigno, che intanto avevano avuto un loro figlio chiamato Benvenuto. La salute di sua madre iniziò a deteriorarsi e il patrigno a bere sempre più e a diventare geloso e manesco. Per proteggere sua madre dalla violenza del suo patrigno gli strappò il coltello di mano e lo colpì al ventre, quindi fuggì da casa e nella settimana successiva si trasformò in un serial killer di bambini, finché non fu arrestato.

### Sotto la neve
Nel 1969 ad una donna di mezza età, di professione interprete, viene diagnosticato un tumore. Sentendo approssimarsi la morte, lascia il suo lavoro e assume un investigatore privato perché ritrovi il figlio che non aveva mai conosciuto, avuto nel secondo dopoguerra da un medico militare italoamericano quando era ancora una studentessa liceale, e dato in adozione subito dopo la nascita per volontà dei genitori di lei. Al figlio, ora un giovane uomo, indirizza una lettera in cui gli racconta la sua storia.

### Per voce sola
Un'anziana signora di famiglia ebraica sente di scivolare sempre più nella demenza senile e per questo si mette a scrivere una lettera alla nipote raccontandole la propria vita, prima che sia troppo tardi. Le narra della propria madre, affetta da una forma di pazzia e per questo uccisa per eugenetica durante l'occupazione tedesca durante la Seconda guerra mondiale, del padre emigrato clandestinamente in Palestina, del marito catturato dai tedeschi e mandato in campo di concentramento, dal quale non aveva voluto fuggire pur avendone avuta la possibilità. Il difficile carattere del marito era stato causa d'incomprensioni tra i coniugi, tanto che egli se ne usciva spesso di casa per giorni e giorni vivendo come un eremita, e in uno di quei periodi perse la vita investito da un treno. Serena, la figlia di Bruno e della narratrice, crebbe interessandosi alla criminologia, e fu uccisa da un criminale a New York, dove si era recata per le sue ricerche.

## Accoglienza
Sebbene avesse impressionato favorevolmente Alberto Moravia e Federico Fellini, il libro al momento della sua uscita passò quasi inosservato. Godette poi di numerose riedizioni dopo il grande successo del romanzo Va' dove ti porta il cuore della stessa autrice.

## Edizioni
- Susanna Tamaro, Per voce sola, Venezia, Marsilio, 1991, ISBN 88-317-5463-7. Ospitato su archive.org.
- Susanna Tamaro, Per voce sola, collana Romanzi e racconti, Milano, Baldini & Castoldi, 1994, ISBN 88-85987-70-2.
- Susanna Tamaro, Per voce sola, Milano, Club degli Editori, 1994.
- Susanna Tamaro, Per voce sola, Milano, Euroclub, 1995.
- Susanna Tamaro, Per voce sola, collana I Miti, n. 79, Milano, Mondadori, 1997.
- Susanna Tamaro, Per voce sola, Milano, Mondolibri, 2000.
- Susanna Tamaro, Per voce sola, collana I libri di Susanna Tamaro, Milano, Rizzoli, 2000, ISBN 88-17-86616-4.
- Susanna Tamaro, Per voce sola, collana BUR. Scrittori contemporanei, Milano, Rizzoli, 2002, ISBN 88-17-12947-X.
- Susanna Tamaro, Per voce sola, collana Premio Strega, Torino, UTET, 2007, ISBN 88-02-07583-2.
- Susanna Tamaro, Per voce sola, collana BUR. I libri di Susanna Tamaro, Milano, Rizzoli, 2010, ISBN 978-88-17-04446-2.
- Susanna Tamaro, Per voce sola, collana Tascabili, n. 1219, Milano, Bompiani, 2013, ISBN 978-88-452-7260-8.
- Susanna Tamaro, Per voce sola, collana Le grandi iniziative di Oggi. Susanna Tamaro, n. 12, Milano, RCS, 2017.
- Susanna Tamaro, Per voce sola, collana Tascabili, Milano, Bompiani, 2013, ISBN 978-88-301-0292-7.